# Насурово
Насурово — деревня в Рязанском районе, Рязанской области. Входит в Подвязьевское сельское поселение.

## География
Расположено в 30 км к юго-западу от Рязани.

## История
Первое упоминание в писцовых книгах о деревне относится к 1614 году под названием Носорово и насчитывало 20 дворов. Владел землями помещик Межанинов.
Насурово являлось административным центром округи, но в 1970-х годах данный статус перешел к селу Подвязье.
Во второй половине XIX века в Насурово открылась первая земская школа, которая находилась на месте памятника Герою Советского Союза Алексею Каширину. В 1930-х годах была построена новая двухэтажная школа, сохранившаяся до нашего времени.

## Усадьба Насурово
Усадьба создана во второй половине XVIII века майором М.И. Норовым (1733- после 1783), женатым на М.А. Рахманиновой. Затем принадлежала их сыну майору Д. М. Норову (1752- до 1832), женатому на А. А. Ракитиной (г/р 1770), далее их сыну тайному советнику и кавалеру П. Д. Норову (1799- до 1871), женатому на Т. С. Викулиной (ум. 1880). Со второй половины XIX века рязанскому голове титулярному советнику В. С. Буймистову (г/р 1836), женатому на Е.И. фон Гогенфакс, владевшей усадьбой и в начале XX века.
При Норовых в усадьбе содержался конный завод рысистых и упряжных пород.
Сохранились одноэтажный флигель и липовый парк.

## Население
| 2010 |
| ---- |
| 706  |

## Люди, связанные с деревней
В Насурово родился Герой Советского Союза Алексей Иванович Каширин (18 января 1926—23 января 1945).